# NGC 3860
NGC 3860 este o galaxie activă situată în constelația Leul. A fost descoperită în 27 aprilie 1785 de către William Herschel. Se află la o distanță de 82,57 de megaparseci de Pământ.